# Edmund Łasiński
Edmund Emil Józef Łasiński (ur. 4 lipca 1874 w Przyborowie, zm. 18 czerwca 1935 w Poznaniu) – polski konstruktor, jeden z pierwszych Polaków zajmujących się tworzeniem filmów dźwiękowych, twórca fluoryzującej lampy jarzeniowej, urządzenia zabezpieczającego przed fałszowaniem srebrnych monet, aparatu do wykrywania gniazd karabinowych i płetw, profesor gimnazjalny w Krakowie, Żywcu, Bochni i Poznaniu.
Absolwent bocheńskiego gimnazjum, do którego uczęszczał w latach 1889–1893. W 1897 roku skończył studia na Wydziale Przyrodniczym Uniwersytetu Jagiellońskiego w Krakowie. Następnie zajmował się pracą pedagogiczną. Uczył biologii, matematyki i fizyki w gimnazjach w Krakowie, Żywcu, Bochni i Poznaniu (do którego wyjechał z Bochni w 1919 roku).
W 1919 roku, opublikował w czasopiśmie „Ekran” sposób na udźwiękowienie filmu.
„Ilustrowany Kurier Codzienny” poświęcił mu kilka fachowych artykułów (m.in. „Film dźwiękowy wynalazkiem polskim” i „O drogach rozwoju filmu dźwiękowego i plastycznego”)
Jako przyrodnika interesowało Edmunda Łasińskiego życie psychiczne owadów. Prowadził w tym kierunku wiele doświadczeń i obserwacji, o których pisał profesor Stanisław Fischer do Władysława Sieprawskiego w liście z dnia 13 lipca 1957 roku. Opisał w nim doświadczenie, które przeprowadził Łasiński na karakonach.
Pomimo talentu i zaangażowania twórczego, żaden z pomysłów Edmunda Łasińskiego nie doczekał się autorsko realizacji.